# Curatella americana

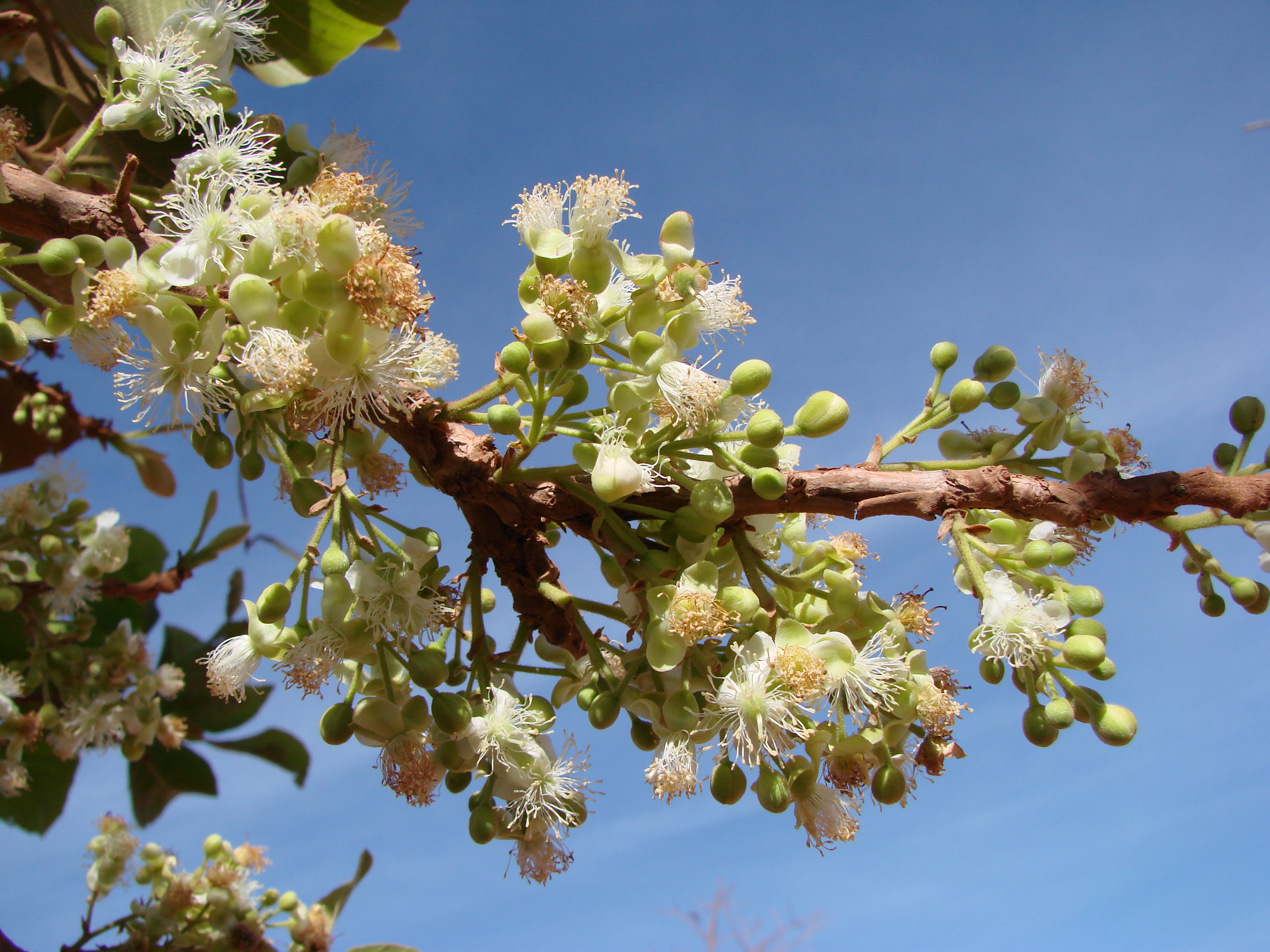
Blütenstand

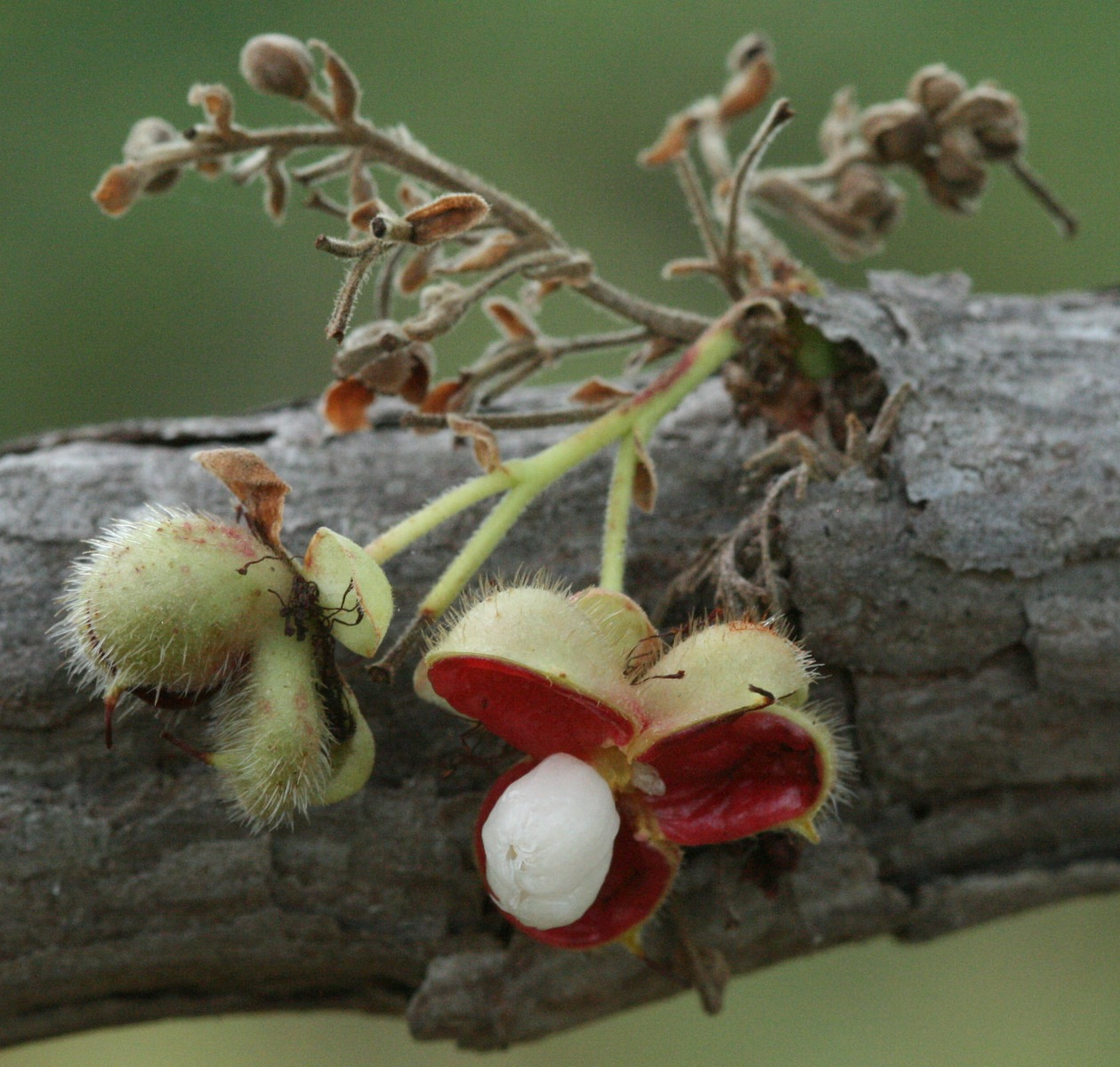
Früchte und Samen

Curatella americana oder der Sandpapierbaum ist die einzige Art der Pflanzengattung Curatella innerhalb der Familie der Rosenapfelgewächse (Dilleniaceae). Sie ist im Portugiesischen bekannt als Lixeira oder Sambaíba, im Englischen als Sandpaper tree und im Spanischen als Chaparro. Auch Ficus exasperata aus Afrika wird als Sandpapierbaum bezeichnet.

## Beschreibung
Curatella americana ist ein halbimmergrüner und feuertoleranter Baum mit einer dichten, runden Krone oder ein kleiner Strauch. Normalerweise wird er 6 bis über 10 Meter hoch. Der Stamm ist kurz und normalerweise krumm und erreicht einen Durchmesser von 40–50 Zentimetern. Die braun-graue bis gräuliche Borke ist schuppig bis abblätternd.
Die wechselständigen und kurz gestielten, derben, steif-ledrigen Laubblätter sind eiförmig bis elliptisch und zeichnen sich durch dicke Blattadern und eine raue Oberfläche aus. Die sternhaarigen, manchmal gewellten Blätter sind bis über 25 Zentimeter lang, abgerundet bis eingebuchtet oder stumpf, seltener spitz und fast ganzrandig bis, teils feinstachelspitzig, gekerbt oder gezähnt bis geschweift oder gebuchtet. Die Blattstiele sind kurz geflügelt oder rinnig, manchmal ist die Spreite auch herablaufend. Die Oberflächen der Blattspreiten besitzen phytolithische Siliciumeinlagerungen. Die Nebenblätter fehlen.
Die Blüten sind in end- oder achselständigen, behaarten, kleineren und rispigen Blütenständen zusammengefasst. Die unangenehm duftenden und gestielten Blüten sind zwittrig mit doppelter Blütenhülle. Die Blütenstiele sind behaart. Die Blüten weisen meist 4–5 freie, bootförmige, behaarte und zurückgelegte Kelchblätter auf. Die meist 4–5 dachigen, zurückgelegten, früh abfallenden Kronblätter sind verkehrt-eiförmig. Es gibt zahlreiche (bis 100) freie Staubblätter. Die zwei oberständigen, im unteren Teil verwachsenen, einkammerigen Stempel mit zwei kurzen, innwendig leicht seitlichen Griffeln mit kleinen Narben sind borstig behaart.
Es werden kleine, reizend behaarte und ein- bis meist zweisamige, ledrige, grünliche und innen rote, verkehrt-eiförmige Kapselfrüchte mit Griffel-, Staubblatt- und Kelchresten gebildet, die mehr oder weniger paarig verwachsen erscheinen. Zusammen sind sie bis etwa 1,5 Zentimeter groß. Die schwarzen, glatten Samen besitzen einen weißen Arillus.

## Verbreitung
Curatella americana kommt im tropischen Amerika vor, einschließlich des nördlichen Südamerikas (Brasilien, Bolivien, Peru, Kolumbien, Venezuela und die Guyanas) und in Mittelamerika von Panama bis Mexiko und in der westlichen Karibik.

## Lebensraum
Die Bäume wachsen im Allgemeinen in Savannen und Trockenwäldern vor. In Guatemala findet man sie an trockenen, offenen oder buschigen Hängen unterhalb von 1.200 Metern Höhe oder zwischen Kiefern.

## Nutzung
Teile der Pflanze, einschließlich ihrer essbaren Früchte, traditionelle Medizin und weitere Nutzungen. Die Samen können als Gewürz verwendet werden. Die rauen Blätter werden zum Polieren genutzt. Das gröbere Holz ist recht beständig. In Mittelamerika wird sie häufig als Zierpflanze angebaut.